# Tabanus quatuornotatus
Tabanus quatuornotatus är en tvåvingeart som beskrevs av Johann Wilhelm Meigen 1820. Tabanus quatuornotatus ingår i släktet Tabanus och familjen bromsar. Inga underarter finns listade i Catalogue of Life.